# 前田親良
前田 親良（まえだ ちかよし、1934年 - ）は、日本の機械工学者、教育者。大阪工業大学名誉教授、第8代機械工学科同窓会会長。工学博士（大阪大学）。常翔学園理事。元大阪工業大学高等学校（現：常翔学園高等学校）校長。日本計量史学会元副会長。瑞宝中綬章受章。
専門は、機械計測工学、機械力学、機械金属工学。

## 来歴
1959年に大阪工業大学工学部機械工学科（「計測研究室」; 増尾竜一研究室）を卒業する。のちに、大阪大学大学院にて工学博士号を取得する。1960年3月に大阪工業大学工学部機械工学科助手となり、機械工学教室を担当。その後、同学科講師、助教授を経て、1974年に教授に就任した。1999年に同大学名誉教授となる。大阪工業大学機械工学科にて35年以上の長きに渡り教鞭を執った。第8代機械工学科同窓会会長、増尾竜一計測研究室同窓会「竜の子会」（1998年より「Mの会」）運営委員を歴任。日本計量史学会副会長も務めた。
一方、1998年から2006年まで、大阪工業大学高等学校の校長を務める。また、学校法人常翔学園の理事職にも就き、2018年には理事長代理に就任した。2014年に瑞宝中綬章を受章した。
主な所属学会は、日本機械学会、計測自動制御学会、日本計量史学会など。主な著書は「計測の科学と工学」（共著、産業図書1993、学術書）。

## 主な研究
- 増尾竜一, 前田親良「てこの弾性支点についての研究」『日本機械学会誌』第63巻第502号、日本機械学会、1960年、1553頁、doi:10.1299/jsmemag.63.502_1553_3、ISSN 2424-2675。
- 増尾竜一, 前田親良「てこの弾性支点についての研究 : 交差板ばね支点について」『日本機械学会誌』第65巻第522号、日本機械学会、1962年、1047頁、ISSN 2424-2675。
- 増尾竜一, 前田親良, 三船忠志, 村上和雄, 谷本三千秋「計数はかりのミスカウントの確率」『計測自動制御学会論文集』第9巻第3号、計測自動制御学会、1973年、257-261頁、doi:10.9746/sicetr1965.9.257、ISSN 0453-4654。
- 村岡茂信, 前田親良, 増尾龍一, 西山卓「単一板ばね支点の変形」『計測自動制御学会論文集』第14巻第3号、計測自動制御学会、1978年、291-296頁、doi:10.9746/sicetr1965.14.291、ISSN 0453-4654。
- 前田親良「船上はかり」『計測と制御』第31巻、1992年、1003-1034頁。